# Mineralogia

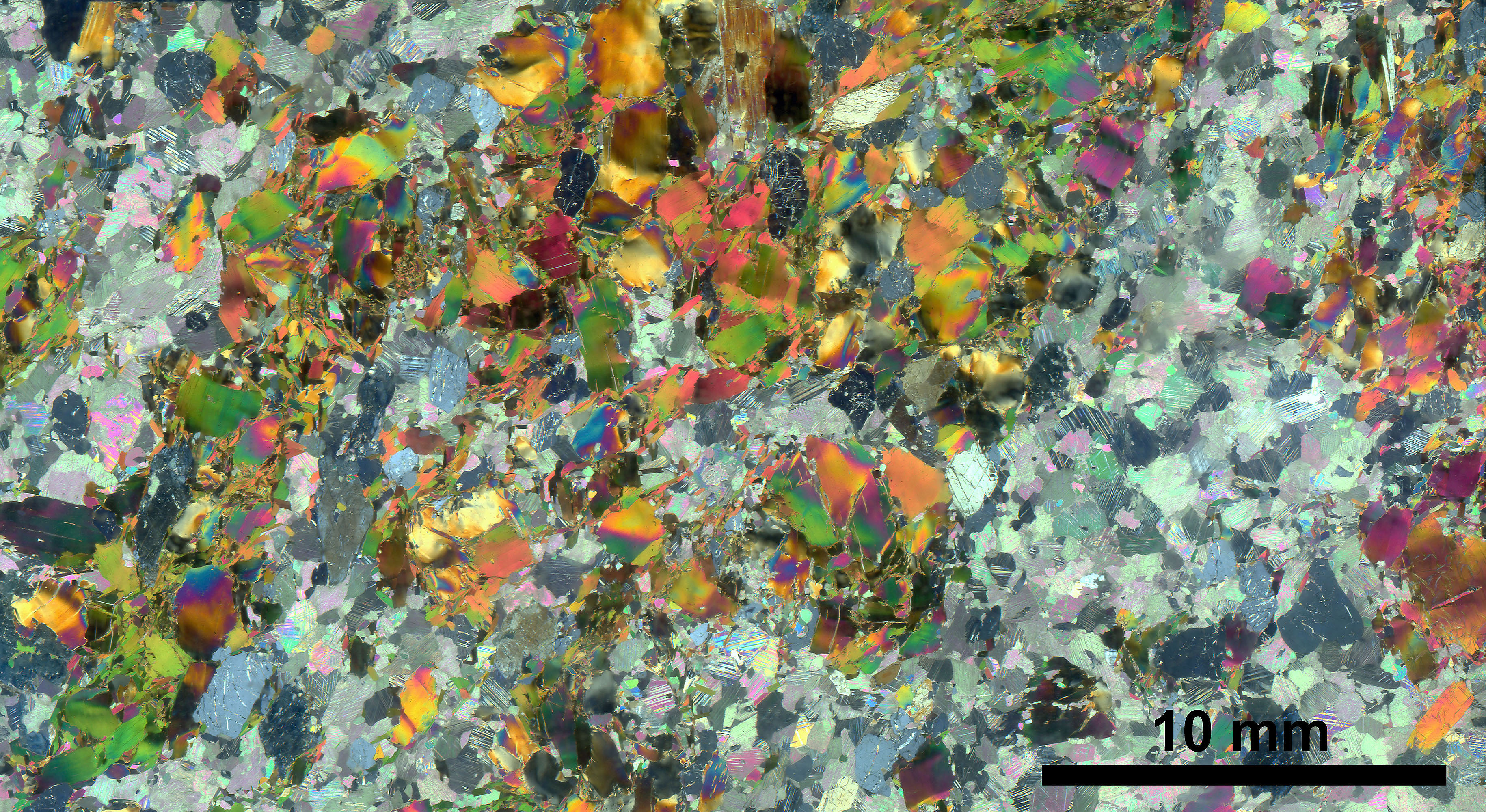
Zeskanowany obraz cienkiego przekroju rudy apatytu z Siilinjärvi w świetle spolaryzowanym krzyżowo

Mineralogia – nauka zajmująca się badaniem minerałów.

## Charakterystyka
Głównym zadaniem mineralogii jest poznanie budowy wewnętrznej minerału, morfologii jego kryształów, genezy, występowania, asocjacji oraz chemizmu. Naukami wywodzącymi się z mineralogii są petrografia, petrologia, gemmologia, krystalografia i jej pochodne. Mineralogia dzieli się także na topomineralogię (nauka o występowaniu minerałów), mineralogię genetyczną oraz mineralogię opisową. Jest przede wszystkim nauką interdyscyplinarną, pełni istotną rolę w badaniach w zakresie chemii, fizyki, ochrony środowiska, astronomii, medycyny oraz w naukach technicznych.
Działalność badawcza mineralogii zmierza w kilku kierunkach. Jeden z nich prowadzi w stronę poznania tych składników skorupy ziemskiej, które mogą być wykorzystywane w celach praktycznych (fizyka, medycyna, technika).
Przedmiot badań zbliża mineralogię do nauk geologicznych, z którymi jest silnie związana, natomiast sposób traktowania przedmiotu badań, metody stosowane do poznania składników skorupy ziemskiej oraz sposób wnioskowania zbliża ją do dziedzin fizyki i chemii.

## Historia mineralogii
Najstarsze zachowane wiadomości o minerałach zapisane są w papirusach staroegipskich. Starożytni Grecy jako pierwsi zaczęli tworzyć podstawy naukowego zajmowania się składnikami skorupy ziemskiej. Najdawniejszą zachowana pracą z tego okresu jest rozprawa ucznia Arystotelesa i Platona, Teofrasta z Ersos (370–287 p.n.e.) O kamieniach (Περὶ λίθων).
Myśląc o historii mineralogii – nauki o minerałach, należy zastanowić się najpierw co można uznać za jej początek. Najważniejszymi świadectwami są pozostałości po starych kulturach, pozostałości materialne. Mamy tutaj na myśli zabytki wykonane z minerałów, lub z zespołów minerałów – czyli skał. Przykładem mogą być malowidła na ścianach jaskiń wykonane farbami mineralnymi, narzędzia pracy, kamienne i ceramiczne naczynia, części uzbrojenia, a nawet budowle. To wszystko prowadzi do jednego wniosku – człowiek już dawno poznał wartość kamieni i nauczył się je użytkować. Po tym jak nasz przykładowy człowiek myślący nauczył się posługiwać wspomnianymi kamieniami – poznał kowalność metali rodzimych i zaczął sporządzać wyroby kute z „kamienia”. Przykładem mogą być zachowane do dziś staroegipskie wyroby kute ze złota rodzimego z okresu Ambra (4400–4236 p.n.e.). Najdłużej ten sposób obróbki przetrwał na Grenlandii, gdzie jeszcze w XIX w. odkuwano przedmioty codziennego użytku z żelaza rodzimego wydobywanego z bazaltów na wyspie Disko. Dalszym ogniwem w rozwoju kultury materialnej człowieka było poznanie sposobów wytapiania metali z rud, co zapoczątkowało nieprzerwany rozwój hutnictwa, które wycisnęło najsilniejsze piętno na dziejach ludzkości.
Początki mineralogii, podobnie i jak wielu innych nauk przyrodniczych, są ściśle związane z koniecznością zaspokajania bytowych potrzeb ludzkości. Najdawniejsze zainteresowania mineralogią mają charakter czysto utylitarny. Najstarsze zachowane wiadomości o minerałach zapisane są w papirusach staroegipskich. O zakresie tych zainteresowań i o wysiłku, jaki dawni Egipcjanie wkładali w poznanie świata minerałów i skał, świadczą ich narzędzia znalezione w opuszczonych kopalniach złota rodzimego w Transwalu i Rodezji. Wskazują one, że staroegipscy poszukiwacze „żółtego metalu” docierali tam już w epoce brązu. Spośród licznych ludów wykorzystujących minerały i skały – pierwsi Grecy poczęli tworzyć postawy naukowego ujmowania zagadnień dotyczących składników skorupy ziemskiej.
Wzmianki o minerałach znajdują się w pismach Arystotelesa (384–322 p.n.e.). pt. „O kamieniach”, w której zawarty jest opis dość znacznej – jak na owe czasy – liczby minerałów. Znacznie więcej wiadomości o minerałach zawartych jest w późniejszych pismach Dioscoridesa (ok. 50 p.n.e.), oraz w dziełach Strabona i Pliniusza Starszego, a zwłaszcza w rozprawie Pliniusza Starszego pt. „Historia naturalis” (77 n.e.). Z naukowego punktu widzenia jego rozprawa wykazuje niższy poziom, niż dawniejsze prace greckie – jednak to Pliniusz Młodszy dał początek nowej nauce, wulkanologii, opisując sławny wybuch Wezuwiusza w 79 r. n.e. Warto też zwrócić uwagę, że to Rzymianie doprowadzili do rozkwitu poszukiwanie, eksploatację i przeróbkę wielu surowców mineralnych. Zainteresowania ich jednak miały charakter niemal wyłącznie praktyczny. Po wyżej wspomnianym rozwoju nauki o minerałach, który trwał kilka wieków – nastąpił okres zastoju, a nawet zapomnienia o dawnych osiągnięciach tej gałęzi wiedzy.
Dopiero na początku XI w. pojawiają się rozprawy arabskiego lekarza Ibn Sina (980–1037), zwanego w Europie Awicenną. Opracował on nie tylko oryginalną systematykę minerałów, ale zwrócił również uwagę na ich warunki powstawania. Z tego okresu pochodzi również rozprawa uczonego astronoma Albiruni z Chorezmii (dziś Uzbekistan), który pierwszy zamieścił w opisach minerałów dane dotyczące ważniejszych stałych fizycznych. Tak więc w dziejach mineralogii silnie zaznaczył się bujny, choć krótkotrwały rozwój kultury arabskiej. Ważnych wydarzeniem w rozwoju mineralogii w Europie jest rozprawa Alberta Wielkiego pt. „De mineralibus”, napisana w II poł. XIII w.
Silny wpływ na rozwój mineralogii wywarł Georg Bauer (1494–1555) znany pod nazwiskiem Agricola, który zebrał materiały rozproszone w dawniejszych pismach, uzupełnił je wiadomościami uzyskanymi od górników saskich i czeskich, a po dopełnieniu własnymi spostrzeżeniami ujął w kilku rozprawach. Wyjątkowe stanowisko w rozwoju nauki o minerałach zajmuje jego rozprawa z 1546 r. pt. „De natura fossilium”, gdyż od niej datuje się początek mineralogii jako nauki doświadczalnej. Ważną rolę odegrała też w podobnym czasie ogłoszona rozprawa Biringucciego, uwzględniająca doświadczenia górników alpejskich, apenińskich, sycylijskich i sadryńskich.